# La decisión de Amelia
La decisión de Amelia es una película dramática peruana de 2022 escrita y dirigida por Francisco J. Lombardi. Esta protagonizada por Mayella Lloclla y Gustavo Bueno acompañados por Paul Vega, Stephany Orúe y Haydeé Cáceres.Trata sobre una joven enfermera humilde y un viejo rico amargado y autoritario cuyas vidas cambiaran al encontrarse.

## Sinopsis
Amelia es una joven enfermera que no encuentra trabajo; Cecilia, su mejor amiga le propone trabajar cuidando de un anciano millonario racista, clasista e impaciente llamado Víctor. No obstante, el temperamento y vida del anciano cambiará con el pasar del tiempo. Por su parte, Amelia tendrá que tomar una decisión difícil en cuanto a su nuevo paciente.

## Reparto
- Mayella Lloclla como Amelia
- Gustavo Bueno como Víctor
- Stephany Orúe como Cecilia
- Martin Martinez como Ricardo
- Haydeé Cáceres como Ama de llaves
- Paul Vega

## Producción
La fotografía principal inició el 3 de diciembre de 2018 en Perú.

## Lanzamiento
La decisión de Amelia tuvo su estreno mundial el 6 de agosto de 2022 en la 26.ª edición del Festival de Cine de Lima. Se estrenó comercialmente el 31 de agosto de 2023 en cines peruanos.

## Premios y nominaciones
| Año  | Premio / Festival                  | Categoría               | Nominado(s)           | Resultado | Ref.         |
| ---- | ---------------------------------- | ----------------------- | --------------------- | --------- | ------------ |
| 2023 | 14.ª edición de los Premios APRECI | Mejor actriz            | Mayella Lloclla       | Nominada  | [ 9 ] [ 10 ] |
| 2023 | 14.ª edición de los Premios APRECI | Mejor actriz de reparto | Stephany Orúe         | Nominada  | [ 9 ] [ 10 ] |
| 2024 | 19.ª edición de los Premios Luces  | Mejor película          | La decisión de Amelia | Nominada  | [ 11 ]       |
| 2024 | 19.ª edición de los Premios Luces  | Mejor actriz            | Mayella Lloclla       | Nominada  | [ 11 ]       |